# Клаус Фаб'ян
Клаус Фаб'ян (нім. Klaus Fabjan, нар. 7 вересня 1944, Відень, Австрія, Третій Рейх) — австрійський дипломат. Надзвичайний і Повноважний Посол Австрії в Україні.

## Біографія
Народився в 1944 році у Відні. 
У 1968 закінчив Віденський університет, юридичний факультет. У 1972 Дипломатичну академію у Відні.
З 1972 по 1974 — співробітник МЗС Австрії.
З 1974 по 1977 — співробітник австрійського посольства в Японії.
З 1977 по 1981 — працював у посольстві Австрійської Республіки в Лівії.
З 1981 по 1987 — співробітник центрального апарату МЗС Австрії.
З 1987 по 1991 — працював у посольстві Австрії в Португалії.
З 1991 по 1997 — співробітник Бюро з прав людини МЗС Авсрії.
З 1997 по 2001 — Надзвичайний і Повноважний Посол Австрії в Україні.